# Geranomyia tugela
Geranomyia tugela är en tvåvingeart som först beskrevs av Alexander 1964.  Geranomyia tugela ingår i släktet Geranomyia och familjen småharkrankar. Inga underarter finns listade i Catalogue of Life.